# Bloed, zweet en tranen (single)
Bloed, zweet en tranen is een single van André Hazes. Hij staat op zijn album Strijdlustig. Het was met B-kant 'Ik hou van jou' zijn laatste single op eigen naam. De volgende nam hij op met Johnny Logan.
Voor Bloed, zweet en tranen werden tekst en muziek oorspronkelijk geschreven door de Tilburgse gitarist Ton Leijten, die het zelf met elektrische gitaar uitvoerde. De eveneens uit Tilburg afkomstige arrangeur John van de Ven zette Leijtens muziek in een arrangement voor een wat groter orkest. André Hazes schreef er een andere tekst bij.
Bloed, zweet en tranen kende in 2002 een klein commercieel succes, maar het lied is een soort evergreen geworden bij begeleiding van het Nederlands voetbalelftal naar een toernooi. Het werd gedurende het Wereldkampioenschap voetbal 2010 veelvuldig gedraaid. Reden waarom het weer steeg in de Radio 2 Top 2000 van 2010. Ook wordt het lied al jaren gedraaid bij de thuiswedstrijden van voetbalclub Ajax, met als hoogtepunt het optreden van zoon Dre voor de kampioenswedstrijd op 15 mei 2011 tussen Ajax en FC Twente.

## Lijsten
De single stond zes weken in de Single Top 100 met hoogste plaats 17. Het kreeg geen notatie in de Nederlandse Top 40.

## 2024
Het telkens laten horen tijdens de Ajax-wedstrijden in de Johan Cruijff Arena hield de aandacht vast voor het lied, dat haast autobiografisch is. Zo ook weer in 2024. In dat jaar werd het door een jury gekozen als een van de tien beste liedjes geschreven en gezongen over Amsterdam. De “wedstrijd” was uitgeschreven in het kader van Amsterdam 750 jaar. Juryvoorzitter wethouder Touria Meliani en juryleden Orville Breeveld (namens medeorganisator Concertgebouw), Peter van Brummelen (namens medeorganisator Het Parool), Joris Nassenstein (Concertgebouw), en Elmer moesten daarbij kiezen uit 125 liedjes. Het werd toen bestempeld als Officieus volkslied van Amsterdam. De schrijver merkte nog wel een aantal bijzonderheden. Dat Ajax het vaak laat horen is ironisch; Hazes was zelf fan van AFC DWS (profperiode)  en het latere FC Amsterdam. Op drie memorabele momenten kwam Bloed, zweet en tranen naar voren. In 2004 kregen 50.000 mensen het te horen tijdens de herdenkingsdienst voor Hazes in de Johan Cruijff Arena. In 2019 kreeg het een uitvoering tijdens het concert van Metallica in de Johan Cruijff Arena. Dua Lipa deed in 2025 hetzelfde tijdens een show in de Ziggo Dome.

## Hitnoteringen

### NederlandseSingle Top 100
| Hitnotering: 07-09-2002 t/m 18-10-2002 | Hitnotering: 07-09-2002 t/m 18-10-2002 | Hitnotering: 07-09-2002 t/m 18-10-2002 | Hitnotering: 07-09-2002 t/m 18-10-2002 | Hitnotering: 07-09-2002 t/m 18-10-2002 | Hitnotering: 07-09-2002 t/m 18-10-2002 | Hitnotering: 07-09-2002 t/m 18-10-2002 | Hitnotering: 07-09-2002 t/m 18-10-2002 |
| Week:                                  | 1                                      | 2                                      | 3                                      | 4                                      | 5                                      | 6                                      |                                        |
| -------------------------------------- | -------------------------------------- | -------------------------------------- | -------------------------------------- | -------------------------------------- | -------------------------------------- | -------------------------------------- | -------------------------------------- |
| Positie:                               | 95                                     | 85                                     | 89                                     | 17                                     | 28                                     | 85                                     | uit                                    |

### Evergreen Top 1000
| Evergreen Top 1000 "Bloed, zweet en tranen" | Evergreen Top 1000 "Bloed, zweet en tranen" | Evergreen Top 1000 "Bloed, zweet en tranen" | Evergreen Top 1000 "Bloed, zweet en tranen" | Evergreen Top 1000 "Bloed, zweet en tranen" | Evergreen Top 1000 "Bloed, zweet en tranen" | Evergreen Top 1000 "Bloed, zweet en tranen" | Evergreen Top 1000 "Bloed, zweet en tranen" | Evergreen Top 1000 "Bloed, zweet en tranen" | Evergreen Top 1000 "Bloed, zweet en tranen" | Evergreen Top 1000 "Bloed, zweet en tranen" |
| Jaar                                        | 2008                                        | 2009                                        | 2010                                        | 2011                                        | 2012                                        | 2013                                        | 2014                                        | 2015                                        | 2016                                        | 2017                                        |
| ------------------------------------------- | ------------------------------------------- | ------------------------------------------- | ------------------------------------------- | ------------------------------------------- | ------------------------------------------- | ------------------------------------------- | ------------------------------------------- | ------------------------------------------- | ------------------------------------------- | ------------------------------------------- |
| Positie                                     | -                                           | -                                           | -                                           | -                                           | -                                           | -                                           | -                                           | -                                           | 250                                         | 292                                         |

### NPO Radio 2 Top 2000
| Nummer met noteringen in de NPO Radio 2 Top 2000 | '09 | '10 | '11 | '12 | '13 | '14 | '15 | '16 | '17 | '18 | '19 | '20 | '21 | '22 | '23 | '24 |
| ------------------------------------------------ | --- | --- | --- | --- | --- | --- | --- | --- | --- | --- | --- | --- | --- | --- | --- | --- |
| Bloed, zweet en tranen                           | 140 | 76  | 106 | 56  | 138 | 170 | 197 | 203 | 172 | 171 | 138 | 142 | 174 | 224 | 214 | 210 |

1. ↑  Een vetgedrukt getal geeft de hoogste notering aan.
2. ↑  2009 was het eerste jaar met een notering voor dit nummer.

## René Froger
In 2008 zong René Froger het nummer nogmaals de hitparade in, dit naar aanleiding van het Europees kampioenschap voetbal 2008.

## Hitnoteringen

### Nederlandse Top 40
| Hitnotering: 14-06-2008 t/m 05-07-2008 | Hitnotering: 14-06-2008 t/m 05-07-2008 | Hitnotering: 14-06-2008 t/m 05-07-2008 | Hitnotering: 14-06-2008 t/m 05-07-2008 | Hitnotering: 14-06-2008 t/m 05-07-2008 | Hitnotering: 14-06-2008 t/m 05-07-2008 |
| Week:                                  | 1                                      | 2                                      | 3                                      | 4                                      |                                        |
| -------------------------------------- | -------------------------------------- | -------------------------------------- | -------------------------------------- | -------------------------------------- | -------------------------------------- |
| Positie:                               | 28                                     | 11                                     | 13                                     | 22                                     | uit                                    |

### NederlandseSingle Top 100
| Hitnotering: 07-06-2008 t/m 28-06-2008 | Hitnotering: 07-06-2008 t/m 28-06-2008 | Hitnotering: 07-06-2008 t/m 28-06-2008 | Hitnotering: 07-06-2008 t/m 28-06-2008 | Hitnotering: 07-06-2008 t/m 28-06-2008 | Hitnotering: 07-06-2008 t/m 28-06-2008 |
| Week:                                  | 1                                      | 2                                      | 3                                      | 4                                      |                                        |
| -------------------------------------- | -------------------------------------- | -------------------------------------- | -------------------------------------- | -------------------------------------- | -------------------------------------- |
| Positie:                               | 6                                      | 3                                      | 3                                      | 2                                      | uit                                    |